# متكاورة مبجلة
متكاورة مبجلة (الاسم العلمي:Sphaerophorus venerabilis) هي نوع من الفطريات تتبع جنس المتكاورة من فصيلة المتكاورات.